# Jason Ritter
Pour les articles homonymes, voir Ritter.
Jason Ritter est un acteur américain, né le 17 février 1980 à Los Angeles.

## Biographie

### Jeunesse
Jason Ritter naît le 17 février 1980 à Los Angeles, en Californie. Ses parents, John Ritter (décédé en 2003) et Nancy Morgan, sont acteurs. Il a une sœur, Carly Ritter, qui est musicienne et son frère, Tyler Ritter, également acteur.
Il a comme amis proche Bryce Dallas Howard et son mari Seth Gabel.

### Vie privée
De octobre 1999 à 2013, Jason Ritter a fréquenté Marianna Palka.  Ils se sont rencontré alors qu'ils étudiaient au Atlantic Theater Company de New York City[réf. nécessaire].
Depuis 2013, il est en couple avec Melanie Lynskey. En 2017, ils se fiancent. En décembre 2018, ils ont une fille. Ils se sont mariés en 2020.

## Carrière
En 1990, Jason Ritter commence sa carrière d'acteur, aux côtés de son père, John Ritter et Annette O'Toole dans le téléfilm The Dreamer of Oz de Jack Bender.
En 1999, il apparaît dans le film Mumford de Lawrence Kasdan, ainsi que dans les séries Des jours et des vies et À poil !.
En 2003, Après avoir fait quelques apparitions lors d'un épisode dans les séries telles que New York, police judiciaire, Le justicier de l'ombre, New York, unité spéciale, il obtient un rôle dans Le Monde de Joan jusqu’en 2005, et joue, en cette même année, dans le film Happy Endings.

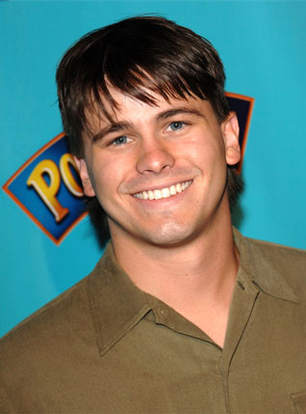
Jason Ritter, en 2007.

En 2006, il décroche un rôle dans La Classe, puis tourne au cinéma dans les films : Charlie Banks, W. : L'Improbable Président d'Oliver Stone, ou encore Le Deal.
En 2009, il apparaît dans un épisode de Mercy Hospital.
En 2010, il incarne Mark Cyr dans la série Parenthood, jusqu’en 2014. 
En 2013, il joue, aux côtés de Brit Marling, Alexander Skarsgard et Elliot Page, dans The East de Zal Batmanglij
En 2014, il est dans le film Le Second Souffle, avec Hilary Swank et Emmy Rossum.
En 2016, il joue dans plusieurs films (Ma mère et moi, Carrie Pilby, The Intervention, etc.), ainsi que les séries Girls, Another Period, Goliath, Gilmore Girls : Une nouvelle année.
En 2017, il obtient le rôle principal de la série Kevin (Probably) Saves the World, mais cette dernière est annulée après une courte saison. Il poursuit sa carrière au cinéma où il joue dans Le Passé recomposé avec comme partenaires Elizabeth Debicki et Isabelle Nélisse.
En juin 2018, on confirme son engagement dans le rôle de Pat dans la série fantastique Comment élever un super-héros (Raising Dion, 2019) pour Netflix. En septembre de la même année, on apprend qu'il prête sa voix au personnage, Ryder, dans La Reine des neiges 2.
En 2020, il apparaît dans un épisode de la cinquième saison de Superstore.

## Filmographie

### Cinéma

#### Longs métrages
- 1999 : Mumford de Lawrence Kasdan : Martin Brockett
- 2002 : Swimfan de John Polson : Randy
- 2003 : Freddy contre Jason (Freddy vs. Jason) de Ronny Yu : Will Rollins
- 2004 : Trouve ta voix (Raise Your Voice) de Sean McNamara : Paul Fletcher
- 2005 : Happy Endings de Don Roos : Otis McKee
- 2005 : Perceptions de Randy Vasquez et Dawn Grabowski : Michael
- 2005 : Our Very Own de Cameron Watson : Clancy Whitfield
- 2006 : Lenexa, 1 Mile de Jason Wiles : Sean Hickey
- 2006 : The Wicker Man de Neil LaBute : un client du bar
- 2007 : Charlie Banks (The Education of Charlie Banks) de Fred Durst : Mick
- 2007 : Good Dick de Marianna Palka : George
- 2008 : W. : L'Improbable Président (W.) d'Oliver Stone : Jeb Bush
- 2008 : Le Deal (The Deal) de Steven Schachter : Lionel Travitz
- 2009 : The Perfect Age of Rock 'n' Roll de Scott Rosenbaum : Eric Genson
- 2009 : Peter and Vandy de Jay DiPietro : Peter
- 2010 : The Dry Land de Ryan Piers Williams : Michael
- 2011 : A Bag of Hammers de Brian Crano : Ben
- 2012 : Free Samples de Jay Gammill : Wally
- 2012 : The End of Love de Mark Webber : Jason
- 2012 : The Perfect Family d'Anne Renton : Frank Jr.
- 2012 : The Brooklyn Brothers (Brooklyn Brothers Beat the Best) de Ryan O'Nan : Kyle
- 2013 : The East de Zal Batmanglij : Tim
- 2013 : Morning de Leland Orser : Le réceptionniste de l'hôtel
- 2014 : Le Second Souffle (You're Not You) de George C. Wolfe : Wil
- 2014 : Hits de David Cross : Julian
- 2014 : Retour à Woodstock (There's Always Woodstock) de Rita Merson : Garret
- 2014 : About Alex de Jesse Zwick : Alex
- 2014 : Teddy Bears de Thomas Beatty et Rebecca Fishman : Owen
- 2015 : Embers de Claire Carré : Guy
- 2015 : Sept Minutes (Seven Minutes) de Jay Martin : Mike
- 2015 : The Steps d'Andrew Currie : Jeff
- 2015 : Wild Canaries de Lawrence Michael Levine : Damien
- 2015 : We'll Never Have Paris de Simon Helberg et Jocelyn Towne : Kurt
- 2016 : Ma mère et moi (The Meddler) de Lorene Scafaria : Jacob
- 2016 : Carrie Pilby de Susan Johnson : Matt
- 2016 : The Intervention de Clea DuVall : Matt
- 2016 : Always Worthy de Marianna Palka : Jeff Fredrick
- 2017 : Bitch de Marianna Palka : Bill Hart
- 2018 : Le Passé recomposé (The Tale) de Jennifer Fox : Bill Allens
- 2019 : La Reine des neiges 2 (Frozen 2) de Chris Buck et Jennifer Lee : Ryder (voix)

#### Courts métrages
- 2001 : Earth Day de Michiko Byers et Meredith Casey : Jack (voix)
- 2002 : PG de Ryan Gould : Paul
- 2003 : Smash the Kitty de Brian David Cange : Josh
- 2005 : Placebo de Michael Steinbach : Daniel
- 2010 : White Horse de Michael Graham : Alex / Sam
- 2011 : The Break In de Jaime King : Larry
- 2011 : They're with Me de Rachel Fleischer : Isaac Solomon
- 2011 : The Five Stages of Grief de Jessica Brickman : Orion
- 2011 : Atlantis de Matthew Ornstein : Ben
- 2012 : Angel of Death de Bradley Scott : la première victime
- 2012 : Trying de Ross Novie : Mark
- 2012 : The Golden Age de Benjamin Hjelm et Emily DeGroot : Mitch
- 2012 : Manhattan Mixup de Matthew C. Johnson : Fritz
- 2012 : Boats Against the Current de David Anderson : Adam
- 2013 : The Sidekick de Michael J. Weithorn : Kid Loco
- 2013 : The Goldfish de Mathieu Young : Yoni
- 2014 : I Am I de Jocelyn Towne : Jonathan
- 2015 : Oh Gallow Lay de Julian Wayser
- 2016 : Dream Boy de Jon Danovic : l'homme sur la lune
- 2016 : Cover Up de Satya Bhabha : Carl
- 2017 : Your Day de Ginger Gonzaga : Jack
- 2020 : Baby Kate de Jennifer Lafleur : David

### Télévision

#### Séries télévisées
- 1999 : Des jours et des vies (Days of Our Lives) : Todd
- 1999 : Undressed : Allan
- 2001 : New York, police judiciaire (Law and Order) : Nick Simms
- 2002 : Le justicier de l'ombre (Hack) : Buddy Griffin
- 2003 : New York, unité spéciale (Law and Order: Special Victims Unit) : Billy Baker
- 2003 - 2005 : Le Monde de Joan (Joan of Arcadia) : Kevin Girardi
- 2006 - 2007 : La Classe (The Class) : Ethan Haas
- 2007 : Razbitume ! (All Grown Up!) : Mr Fisk (voix)
- 2008 : Drunk History : Le chef du service après-ventes
- 2009 : Mercy Hospital (Mercy) : Gabe Tyler
- 2010 - 2011 : The Event : Sean Walker
- 2010 - 2014 : Parenthood : Mark Cyr
- 2012 : Sketchy : Tom
- 2012 : NTSF:SD:SUV : Chet Bratner
- 2012 - 2016 : Souvenirs de Gravity Falls (Gravity Falls) : Dipper Pines / Tyrone / Un prêtre (voix)
- 2013 : Robot Chicken : Le cerf / Le sergent (voix)
- 2013 : Ghost Ghirls : William / Brad Wojciehowicz
- 2013 - 2014 : Souvenirs de Gravity Falls (Gravity Falls) : Dipper Pines
- 2013 - 2016 / 2018 : Drunk History : Stetson Kennedy / L'inspecteur / Rufus Griswold / Robert Wilson / Elisha Gray / Orville Wright / Montgomery Meigs / John Barry / Orville Wright / John Barry
- 2014 : Person of Interest : Simon Lee
- 2014 : Key et Peele : Un client
- 2014 : Garfunkel and Oates : Lui-même
- 2014 - 2015 : Us and Them : Gavin
- 2015 - 2016 : Girls : Scott
- 2015 - 2018 : Another Period : Frederick Bellacourt
- 2016 : Wander (Wander Over Yonder) : Skipper (voix)
- 2016 : Goliath : Agent Farley
- 2016 : Gilmore Girls : Une nouvelle année (Gilmore Girls : A Year in the Life) : Bill
- 2017 : Skylanders Academy : Spiro
- 2017 : Tales of Titans : Greg
- 2017 : The Long Road Home : Capitaine Troy Denomy
- 2017 - 2018 : Kevin (Probably) Saves the World : Kevin Gill
- 2019 - 2022 : Comment élever un super-héros (Raising Dion) : Pat
- 2019 : Quest : Michael
- 2019 - 2020 : A Million Little Things : Eric
- 2020 : Superstore : Josh
- 2022 : Amphibia : Barrel (voix)
- 2022 : Candy : Député Denny Reese
- 2022 : Slumberkins : Le papa renard (voix)
- 2023 : Accused : Jack Fletcher
- 2023 : Gen V : Lui-même
- 2023 : Captain Fall : Capitaine Jonathan Fall (voix)
- 2024 : Krapopolis : Goose (voix)
- 2024 - 2025 : Matlock : Julian Markston
- 2025 : Poker Face : Rodney Schomburg

#### Téléfilms
- 1990 : The Dreamer of Oz de Jack Bender : Harry Neal Baum

## Récompense
- Clarence Derwent Award 2006 : meilleure interprétation pour le rôle de Woodson Bull III, joué dans la pièce Third, au théâtre de Broadway.

## Voix françaises
- Fabrice Fara[3] dans : 
  - Parenthood
  - Person of Interest
  - The Long Road Home
  - Call Me Crazy : A Five Film
  - Retour à Woodstock
  - Carrie Pilby
  - The Intervention
  - Comment élever un super-héros
  - Gen V

- Emmanuel Garijo dans 
  - Swimfan
  - Freddy contre Jason

- Taric Mehani[3] dans :
  - Charlie Banks
  - The Event

- Olivier Podesta[3] dans : 
  - La Classe
  - Mercy Hospital

- Jérôme Frossard[3] dans Goliath
- Fabrice Briche[3] dans The Tale
- Maël Davan-Soulas dans Le Monde de Joan
- Thibaut Delmotte dans Souvenirs de Gravity Falls
- Gauthier Battoue dans La Reine des neiges 2 (voix)